# San Luis de la Loma
San Luis de la Loma est une ville mexicaine de la municipalité de Técpan de Galeana, dans l'État de Guerrero. Elle compte 11 090 habitants. 

## Géographie
La route qui traverse la ville va d'Acapulco à Zihuatanejo. San Luis de La Loma est l'une des villes les plus peuplées dans la municipalité de Tecpán de Galeana et son climat est tropical.

## Économie
San Luis de La Loma est l'une des villes les plus dangereuses de l'État de Guerrero en raison du trafic de drogue. La région de la Sierra de San Luis est l'un des plus grands producteurs de gomme d'opium, d'où son surnom de Gum San Luis.
Les principales productions agricoles concernent la noix de coco et le maïs.

## Éducation
La ville possède plusieurs écoles de la maternelle au lycée.

## Personnalités
- Valente de la Cruz